# Championnat de Géorgie de football 2019
Navigation
Édition précédente Édition suivante
La saison 2019 de l'Erovnuli Liga est la trente-et-unième édition de la première division géorgienne. Le championnat voit les dix meilleurs clubs géorgiens s'affronter quatre fois dans la saison, deux fois à domicile et deux fois à l'extérieur, pour un total de 36 matchs chacun.
Trois places qualificatives pour les compétitions européennes sont attribuées par le biais du championnat, le champion se qualifiant pour premier tour de qualification en Ligue des champions 2020-2021 tandis que le deuxième et le troisième accèdent au premier tour de qualification de la Ligue Europa 2020-2021. Une autre place pour le premier tour de qualification de la Ligue Europa est quant à elle attribuée au vainqueur de la Coupe de Géorgie. Si celui-ci est déjà qualifié pour la coupe d'Europe par un autre biais, cette place est réattribuée au championnat, dont la quatrième position devient ainsi qualificative.
La compétition est remportée par le Dinamo Tbilissi, qui gagne à cette occasion son dix-septième titre de champion devant le Dinamo Batoumi, promu en début de saison, tandis que Saburtalo Tbilissi, tenant du titre, complète le podium en finissant troisième. Dans le même temps, l'autre promu WIT Georgia termine largement dernier avec vingt points tandis que le Sioni Bolnissi et le FC Roustavi sont également relégués à l'issue des barrages de relégation.

## Participants
Légende des couleurs
- Premier tour de qualification de la Ligue des Champions 2019-2020
- Premier tour de qualification de la Ligue Europa 2019-2020
- Promu de Pirveli Liga 2018

| Club                 | Classement 2018 | Stade                   | Capacité théorique |
| -------------------- | --------------- | ----------------------- | ------------------ |
| Saburtalo Tbilissi   | 1               | Stade Mikheil-Meskhi    | 25 453             |
| Dinamo Tbilissi      | 2               | Stade Boris-Paichadze   | 54 139             |
| Torpedo Koutaïssi    | 3               | Stade Ramaz-Shengelia   | 19 400             |
| Chikhura Sachkhere   | 4               | Stade David-Abashidze   | 4 558              |
| Dila Gori            | 5               | Stade Tengiz-Burjanadze | 8 230              |
| Lokomotiv Tbilissi   | 6               | Stade Mikheil-Meskhi    | 25 453             |
| Rustavi              | 7               | Polati Stadium          | 10 720             |
| Sioni Bolnissi       | 8               | Tamaz Stepania Stadium  | 3 242              |
| Dinamo Batoumi       | 1 (D2)          | Chele Arena             | 6 000              |
| WIT Georgia Tbilissi | 2 (D2)          | Mtskheta Park           | 2 000              |

## Compétition

### Classement
Le classement est établi sur le barème de points classique (victoire à 3 points, match nul à 1, défaite à 0).
Pour départager les égalités, on tient d'abord compte des confrontations entre les équipes concernées (points, différence de buts, buts marqués, buts marqués à l'extérieur), puis de la différence de buts générale, et enfin du nombre de buts marqués.
| \| Rang \| Équipe \| Pts \| J \| G \| N \| P \| Bp \| Bc \| Diff \| \| ---- \| ---------------------- \| --- \| -- \| -- \| -- \| -- \| -- \| -- \| ---- \| \| 1 \| Dinamo Tbilissi \| 75 \| 36 \| 23 \| 6 \| 7 \| 70 \| 31 \| +39 \| \| 2 \| Dinamo Batoumi P \| 70 \| 36 \| 21 \| 7 \| 8 \| 57 \| 31 \| +26 \| \| 3 \| Saburtalo Tbilissi T C \| 70 \| 36 \| 21 \| 7 \| 8 \| 67 \| 36 \| +31 \| \| 4 \| Lokomotiv Tbilissi \| 55 \| 36 \| 17 \| 4 \| 15 \| 44 \| 46 \| -2 \| \| 5 \| Chikhura Satchkhere \| 47 \| 36 \| 12 \| 11 \| 13 \| 48 \| 44 \| +4 \| \| 6 \| Torpedo Koutaïssi S \| 44 \| 36 \| 12 \| 8 \| 16 \| 53 \| 54 \| -1 \| \| 7 \| Dila Gori \| 43 \| 36 \| 11 \| 10 \| 15 \| 40 \| 44 \| -4 \| \| 8 \| FC Roustavi \| 38 \| 36 \| 9 \| 11 \| 16 \| 40 \| 56 \| -16 \| \| 9 \| Sioni Bolnissi \| 38 \| 36 \| 10 \| 8 \| 18 \| 38 \| 80 \| -42 \| \| 10 \| WIT Georgia Tbilissi P \| 20 \| 36 \| 4 \| 8 \| 24 \| 15 \| 50 \| -35 \| | Qualifications européennes Ligue des champions 2020-2021 - 1er : 1er tour de qualification Ligue Europa 2020-2021 - C, 2e et 3e : 1er tour de qualification Relégation - 8e et 9e : barrages de relégation en deuxième division - 10e : relégation en deuxième division Abréviations - T : Tenant du titre - C : Vainqueur de la Coupe de Géorgie 2019 - S : Vainqueur de la Supercoupe de Géorgie 2019 - P : Promus de Pirveli Liga 2018 |     |    |    |    |    |    |    |      |
| Rang | Équipe | Pts | J  | G  | N  | P  | Bp | Bc | Diff |
| 1 | Dinamo Tbilissi | 75  | 36 | 23 | 6  | 7  | 70 | 31 | +39  |
| 2 | Dinamo Batoumi P | 70  | 36 | 21 | 7  | 8  | 57 | 31 | +26  |
| 3 | Saburtalo Tbilissi T C | 70  | 36 | 21 | 7  | 8  | 67 | 36 | +31  |
| 4 | Lokomotiv Tbilissi | 55  | 36 | 17 | 4  | 15 | 44 | 46 | -2   |
| 5 | Chikhura Satchkhere | 47  | 36 | 12 | 11 | 13 | 48 | 44 | +4   |
| 6 | Torpedo Koutaïssi S | 44  | 36 | 12 | 8  | 16 | 53 | 54 | -1   |
| 7 | Dila Gori | 43  | 36 | 11 | 10 | 15 | 40 | 44 | -4   |
| 8 | FC Roustavi | 38  | 36 | 9  | 11 | 16 | 40 | 56 | -16  |
| 9 | Sioni Bolnissi | 38  | 36 | 10 | 8  | 18 | 38 | 80 | -42  |
| 10 | WIT Georgia Tbilissi P | 20  | 36 | 4  | 8  | 24 | 15 | 50 | -35  |

### Barrages de relégation
Deux barrages de relégation sont disputés en fin de saison afin de déterminer les derniers participants de l'édition 2020 de la première division. Ils opposent le FC Roustavi et le Sioni Bolnissi, huitième et neuvième du championnat, au FC Samtredia et au  FC Telavi, qui ont terminé respectivement deuxième et troisième de la deuxième division. Ces quatre équipes s'affrontent deux par deux dans le cadre de confrontations en deux manches disputées les 5 et 11 décembre 2019.
Les deux confrontations s'achèvent sur la victoire des barragistes de deuxième division, qui sont promus dans l'élite pour l'exercice 2020 tandis que les deux équipes de première division sont reléguées.
| Équipe              | Aller | Total | Retour | Équipe            |
| ------------------- | ----- | ----- | ------ | ----------------- |
| FC Telavi (D2)      | 1 - 0 | 3 - 1 | 2 - 1  | (D1) FC Roustavi  |
| Sioni Bolnissi (D1) | 0 - 0 | 1 - 4 | 1 - 4  | (D2) FC Samtredia |

## Bilan de la saison
| Championnat de Géorgie de football 2019 |                             |
| Champion                                | Dinamo Tbilissi (17e titre) |
| Coupes et trophées                      |                             |
| Vainqueur de la Coupe de Géorgie 2019   | Saburtalo Tbilissi          |
| Qualifications continentales            |                             |
| Ligue des champions de l'UEFA 2020-2021 | Dinamo Tbilissi             |
| Ligue Europa 2020-2021                  | Dinamo Batoumi              |
| Ligue Europa 2020-2021                  | Saburtalo Tbilissi          |
| Ligue Europa 2020-2021                  | Lokomotiv Tbilissi          |
| Promotions et relégations               |                             |
| Promus en première division             | Merani Tbilissi             |
| Promus en première division             | FC Samtredia                |
| Promus en première division             | FC Telavi                   |
| Relégués en deuxième division           | FC Roustavi                 |
| Relégués en deuxième division           | Sioni Bolnissi              |
| Relégués en deuxième division           | WIT Georgia Tbilissi        |